# Clique du Xinjiang
La clique du Xinjiang était une faction militaire chinoise qui dirigea la province du Xinjiang au cours de la période des seigneurs de la guerre chinois de 1916 à 1945. Contrairement à d'autres cliques, ses dirigeants ne sont pas originaires de la province mais sont issus d'autres régions de la Chine.

Carte du Xinjiang

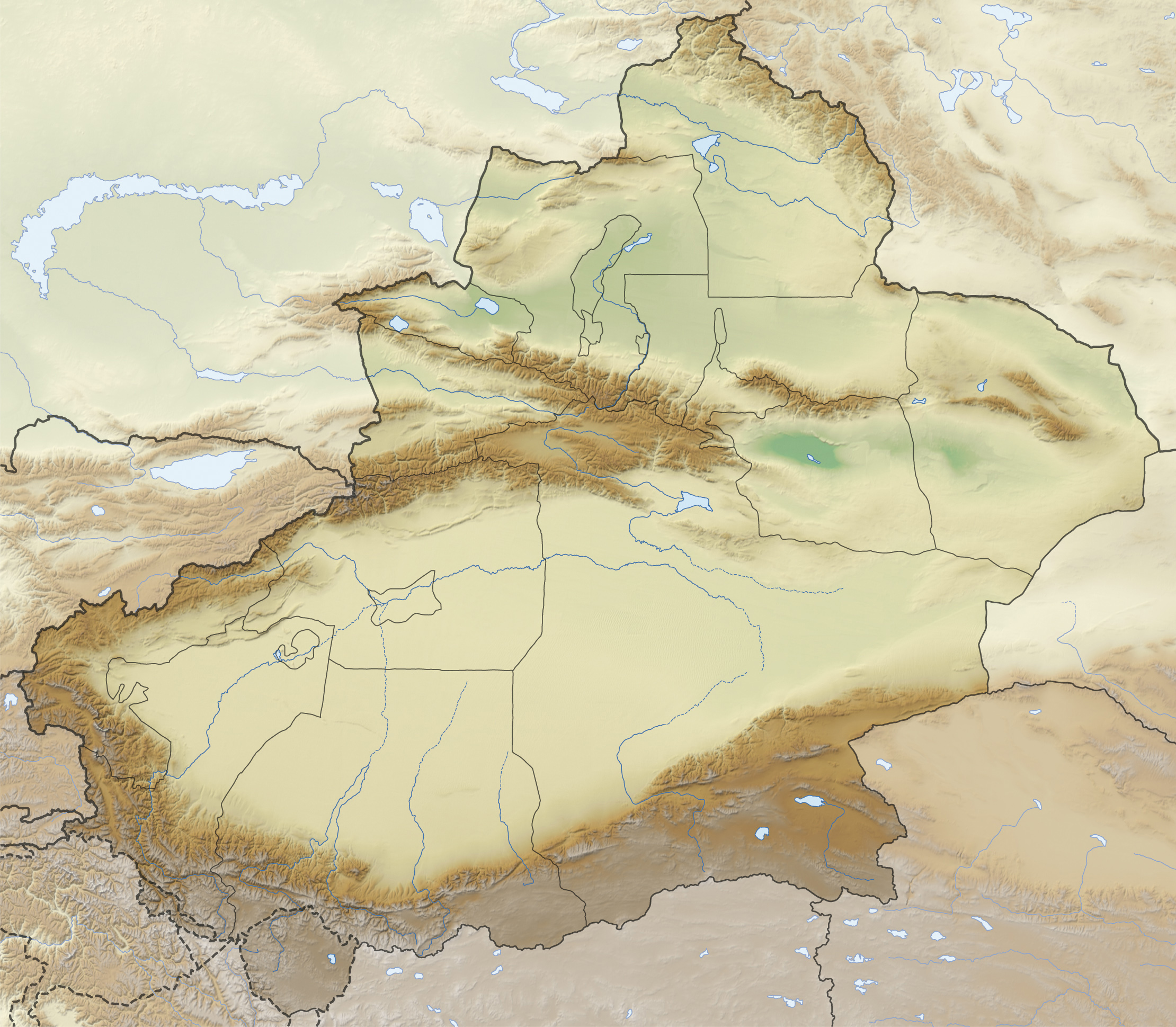
Relief du Xinjiang

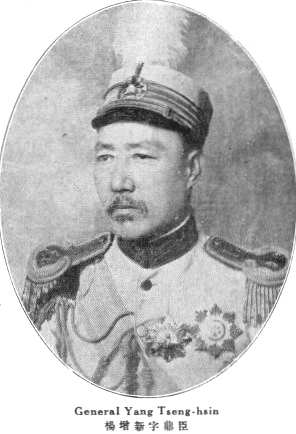
Yang Zengxin

## Yang Zengxin (1911-1928)
Au cours de la Révolution Xinhai en 1911, les gouverneurs Qing de la province du Xinjiang s'enfuirent à Dihua (Ürümqi). Une troupe militaire provenant du Yunnan, commandée par Yang Zengxin, écrasa la rébellion et se rendit maître de l'ensemble de la province. Le nouveau président de la Chine, Yuan Shikai, reconnu Yang Zengxin en tant que gouverneur du Xinjiang.  
Ainsi, lorsque Yuan Shikai tenta de rétablir en 1916 le régime impérial, déclenchant ainsi la guerre de protection de la nation, Yang Zengxin resta l'un des rares fidèles soutenant Yuan Shikai. Au cours de cette guerre, Yang Zengxin purgea la province de tous les agents qui se sont ralliés à Cai E et la clique du Yunnan, qui dirigeait la coalition contre Yuan Shikai. Mais la défaite de Yuan Shikai puis sa mort fragilisa considérablement la position de Yang Zengxin. Il parvint à se maintenir à la tête du Xinjiang en reconnaissant et se soumettant au gouvernement central de Beiyang. 
Il entreprit alors une politique de stricte neutralité et d'isolationnisme envers les multiples guerres entre les différentes cliques chinoises. 
Il favorisa l'ascension de Ma Fuxing et Ma Shaowu, deux chinois musulmans proches de le clan des Ma. Yang Zengxin leur confia de hauts postes militaires et politiques.  De manière plus générale, il s'appuya beaucoup sur les huis pour administrer la province, provoquant l'opposition des tribus ouïghours notamment les Agtachlik et les Qarataghliks.
Finalement, le 1er juillet 1928, Yang reconnaît le gouvernement nationaliste de Nankin. Il est alors assassiné six jours plus tard lors d'un banquet par Fan Yaonan qui voulait instaurer un conseil nationaliste du Kuomintang pour gouverner le Xinjiang. La mort de Yang est vengée presque immédiatement par Jin Shuren. Manquant de ressources pour chasser ce dernier, Nankin reconnaît alors sa succession.

## Jin Shuren (1928-1933)

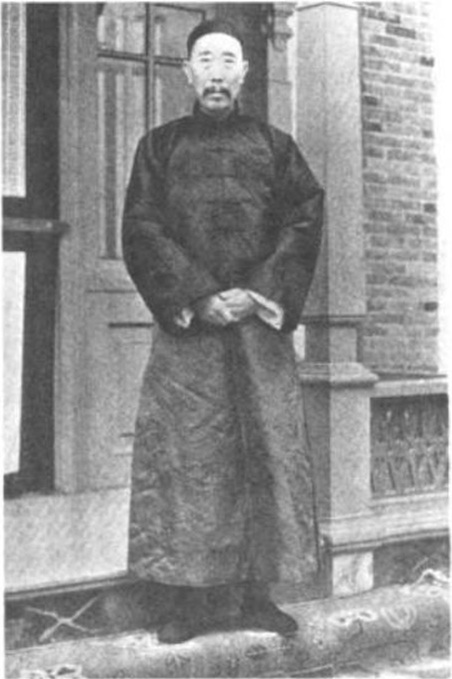
Jin Shuren

Jin Shuren est originaire du Gansu. Mais rapidement il est contesté à cause de sa mauvaise gestion et s'aliène la majorité des huis car Jin Shuren mène une politique favorisant systématiquement les hans. Or les huis représentaient pour le régime un soutien central. Ainsi, lorsqu'en 1931 les musulmans huis se révoltent au cours de la rébellion Kumul, le clan des Ma envoya Ma Zhongying  envahir le Xinjiang depuis le Gansu pour chasser Jin Shuren. Bientôt les diverses tribus ouïghours se révoltèrent à leur tour et se combattirent entre elles notamment la autres groupes se sont rebellés contre Jin, souvent en lutte les uns contre les autres. 
Profitant de ces troubles, les séparatistes turkmènes fondèrent la Première République du Turkestan oriental qui ne dura que de 1933 à 1934.
Jin Shuren est finalement déposé en 1933 lorsque ses propres troupes, composées de russes blancs, se rebellent. Il parvint alors à s'enfuir en URSS

## Sheng Shicai (1934-1944)
Sheng Shicai, un mandchou proche de Guo Songling et du Guominjun, prend alors le contrôle de la clique grâce au soutien de l'URSS lors de l'invasion soviétique du Xinjiang. Mais le gouvernement de Nankin et le clan des Ma ne le reconnaissent pas et la guerre reprend de plus belle. 

Ce n'est qu'en 1937 que Sheng Shicai, appuyé par Staline, défait les troupes de Ma Hushan. Puis il met en place un régime communiste qui fait de la clique du Xinjiang un protectorat soviétique et un refuge providentiel pour le Parti Communiste Chinois. 

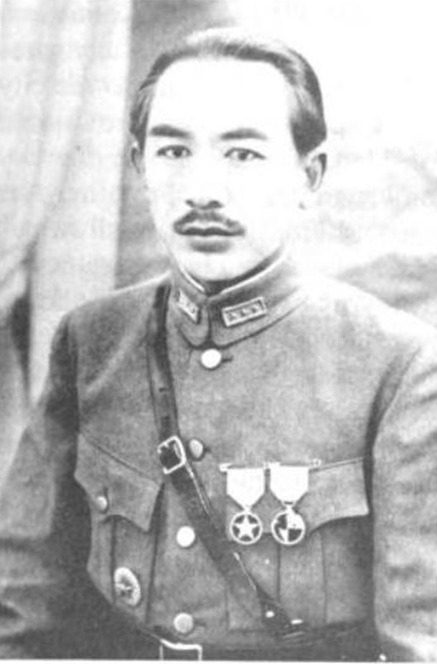
Sheng Shicai

Dès 1937, Sheng Shicai lance de vastes et sanglantes purges et se débarrasse de 435 hauts dignitaires comme le consul général soviétique Garegin Apresoff, Ma Hushan, Ma Shaowu, Mahmud Sijan, Huang Han-chang, et Hoja-Niyaz. Surtout, il écrase en 1937 sans pitié la rébellion islamique au Xinjiang.
Avec l'invasion de l'URSS par l'Allemagne nazie en 1941, Sheng Shicai se décide à rejoindre le Kuomintang et expulse tous les conseillers et agents soviétiques, tout en exécutant en masse les communistes présents dans la province. Il fait ainsi exécuter le frère de Mao Zedong, Mao Zemin. 
En 1943, en voyant la guerre tourner en faveur de l'URSS en 1943, tenta de renégocier avec Joseph Staline une alliance et d'expulser le Kuomintang. Mais ce dernier est trop puissant et finalement, en 1944, Tchang Kaï-shek le fait chasser du pouvoir et réintègre directement le Xinjiang dans la Chine.  
Mais le Kuomintang doit faire face alors à une nouvelle révolte des turkmènes et à la seconde République du Turkestan oriental jusqu'en 1949.